# Kolbeinn Finnsson
Kolbeinn Finnsson, né le 25 août 1999, est un footballeur international islandais qui évolue au poste de milieu de terrain avec Utrecht.

## Biographie

### Carrière en club
Kolbeinn commence sa carrière dans son Islande natale au sein du Fylkir Reykjavik.  Il y deviens le plus jeune joueur du club, faisant ses débuts à l'âge de 14 ans et 229 jours lors d'une victoire 3-0 contre Þróttur en Coupe de la Ligue le 11 avril 2014, devenant par la suite également le plus jeune en Úrvalsdeild.
Le 27 octobre 2015, Kolbeinn signe pour le club de Eredivisie du FC Groningen qu'il doit rejoint ensuite le 1er janvier 2016,. Ce transfert fait de lui le plus jeune joueur à signer un contrat avec le club. Finissant par évoluer en équipe reserve avec le club, il glane en tout 21 apparitions en Derde Divisie sur la dernière saison, partant toutefois du club à la fin de son contrat en 2018.
Kolbeinn rejoint ainsi l'équipe reserve du club de Championship de Brentford le 8 juin 2018. Devenu entre-temps international grâce à ses performances avec le Brentford B, il est appelé une première fois avec l'équipe senior de Brentford le 17 février 2019 pour un match de FA Cup contre Swansea City sans toutefois rentrer en jeu.
Il termine la saison avec 43 apparitions et 9 buts dans cette équipe reserve de Brentford qui évolue en parallèle du système de formation anglais, avant de retourner en prêt pour quelques mois à Fylkir en mai 2019,.
Le 20 août 2019, Kolbeinn est transféré dans l'équipe réserve du Borussia Dortmund pour un contrat de trois ans,,.

### Carrière en sélection
Kolbeinn est international islandais avec moins de 16, 17 et 19 ans ainsi que les espoirs. Il faisait partie de l'équipe des moins de 16 ans qui remporte la médaille de bronze aux Jeux olympiques de la jeunesse de 2014,.
Il est appelé une première fois dans l'équipe nationale senior en janvier 2019 faisant ses débuts en tant que remplaçant de Guðmundur Þórarinsson lors d'un match amical contre la Suède terminé sur le score de 2-2,.